# Узких, Юрий Фёдорович
Юрий Фёдорович Узких (23 ноября 1929 года — 20 июля 2005 года) — учёный, кандидат технических наук, исследователь, Заслуженный работник культуры Украинской ССР, лауреат Государственной премии СССР, участник Великой Отечественной войны, ветеран труда, персональный пенсионер республиканского значения Украины.

## Биография
Родился 23 ноября 1929 года в городе Свердловск, СССР.
С 1937 по 1947 учился в средней школе г. Свердловска.
В период Великой Отечественной войны, будучи учащимся школы, на каникулах, а также после уроков
и в выходные дни работал без получения заработной платы в колхозах, в госпиталях и на ряде других предприятий.
После окончания школы в 1947 году поступил в Свердловский медицинский институт, где проучился один год.
В 1948 году в связи с личным интересом ушёл из медицинского и поступил в Уральский Политехнический институт, который закончил в 1954 году по специальности инженер-металлург по цветным металлам. В ноябре 1948 г. женился на Римме Константиновне Засыпкиной. Заочно окончил трехгодичный университет марксизма-ленинизма при Каменск-Уральском горкоме КПСС в 1958 году и аспирантуру при институте металлургии Академии Наук Казахской ССР в 1970 году. Кандидат технических наук (1972). Ушел из жизни 20 июля 2005 года. Оставил после себя сына Узких Александра Юрьевича 1956 г. р. и дочь Узких Татьяну Юрьевну 1949 г. р., 5 внуков, 6 правнуков.

## Карьера
- 1954—1955 — Работал в институте «Унипромедь» в должности старшего инженера.
- 1955—1960 — По переводу Министерства цветной металлургии СССР был направлен на Уральский алюминиевый завод где проработал в должностях бригадира, мастера, старшего мастера, начальника бюро и начальника отдела.
- 1960—1978 — Был переведен на Павлодарский алюминиевый завод, где проработал в должностях начальника опытного завода, секретаря парткома, начальником опытно — экспериментального цеха, начальником глиноземного гидро-металлургического цеха до 1978.
- 1978—2001 — По переводу Министерства цветной промышленности СССР был направлен на работу на Николаевский глинозёмный завод, где проработал в должностях начальника производственного отдела, начальником исследовательской лаборатории глиноземного производства до 14 апреля 2001 года.
- 14 апреля 2001 почётный уход на пенсию.

## Почётные звания и достижения
- Заслуженный работник культуры Украинской ССР за активное участие и высокие показатели в агитационно-пропагандистской работе (Указ Президиума Верховного Совета Украинской ССР от 24 сентября 1979 г.)
- Лауреат Государственной премии СССР, за создание и промышленное освоение нового способа переработки низкокачественных бокситов, приведшего к расширению сырьевой базы алюминиевой промышленности (Постановление Центрального Комитета КПСС и Совета Министров Союза ССР от 31 октября 1980 года).
- Персональный пенсионер Республиканского значения Украины.
- Обладатель Ордена Трудового Красного Знамени.